# María Isabel Allende
María Isabel Allende Bussi (Santiago, 18 de janeiro de 1945) é uma política chilena do Partido Socialista. Deputada de 1994 a 2010, atualmente é senadora pela região de Atacama e Presidente do Senado da República. María Isabel é a terceira filha de Salvador Allende e Hortensia Bussi e prima da escritora Isabel Allende.

## Biografia
María Isabel nasceu em Santiago do Chile, a capital da República do Chile, em 1945. Filha de Hortensia Bussi e Salvador Allende, que foi Presidente da República entre 1970 e 1973. 
Estudou no colégio La Maisonette, mantendo também muitas atividades na Igreja Católica - ao contrário de suas irmãs, Beatriz e Carmen. Aos 17 anos de idade, ingressou nos estudos de Sociologia e poucos anos depois acompanhou seu pai nos congressos do Partido Socialista em Chillán. 
Seu casamento com Sergio Meza não durou muito tempo. Quando a família se mudou para a residência presidencial em Las Condes, Isabel permaneceu na residência particular da família com seu filho Gonzalo. 
Em 11 de setembro de 1973, teve início o golpe militar encabeçado pelo General Augusto Pinochet. Quando os militares iniciaram o bombardeio contra o Palácio de La Moneda, Salvador ordenou que as mulheres abandonassem o local. Isabel, então, fugiu com suas duas irmãs e outras quatro mulheres. Logo em seguida, exilou-se no México com sua mãe e sua irmã Carmen. A família passou 16 anos em exílio antes de retornar ao Chile. 
Em 28 de fevereiro de 2014, Allende foi eleita Presidente do Senado do Chile, sendo a primeira mulher a ocupar o cargo.